# Thakdanai Jaihan
Thakdanai Jaihan (thailändisch ทักษ์ดนัย ใจหาญ, * 12. Januar 2002) ist ein thailändischer Fußballspieler.

## Karriere
Thakdanai Jaihan erlernte das Fußballspielen in Jugendmannschaft von Chiangrai United. Hier unterschrieb er im Januar 2021 auch seinen ersten Vertrag. Der Verein aus Chiangrai spielt in der ersten Liga des Landes, der Thai League. Von August 2021 bis Saisonende wurde er an den Drittligisten Chiangrai City FC ausgeliehen. Mit dem Verein, der ebenfalls in Chiangrai beheimatet ist, spielte er in der Northern Region der Liga. Nach der Ausleihe kehrte er zum Erstligisten zurück. Sein erstes Pflichtspiel für Chiangrai United gab er am 16. April 2022 im Gruppenspiel der Gruppe J der AFC Champions League. Hier kam er im Auswärtsspiel beim Kitchee SC in Hongkong zum Einsatz. Kitchee gewann das Spiel durch ein Tor von Ruslan Mingazow mit 1:0. Sein Erstligadebüt gab Thakdanai Jaihan am 28. August 2022 (3. Spieltag) im Heimspiel gegen den Nongbua Pitchaya FC. Hier wurde er in der 85. Minute für den Südkoreaner Kim Ji-min eingewechselt. Chiangmai ging mit 2:0 als Sieger vom Platz.